# Маяк (Ростовская область)
Маяк — хутор в Сальском районе Ростовской области.
Входит в состав Рыбасовского сельского поселения.

## География

### Улицы
| - ул. Бедрика, - ул. Зелёная, - ул. Красных Зорь, - ул. Мира, - ул. Молодёжная, | - ул. Совхозная, - ул. Степная, - ул. Трудовая, - ул. Центральная, - пер. Тихий. |

## История
В июле 1942 года хутор был оккупирован немцами, части Красной Армии отступали к Манычу. 29 июля 1942 года несколько советских бойцов задержались в поисках воды и были обнаружены немцами. По ним был открыт огонь, завязался бой. Местные жители спасались в траншеях.
После боя немцы двинулись к селу Сандата, а в хуторе остались раненые бойцы, спрятанные местными жителями. Погибших в бою бойцов похоронили в братской могиле в хуторском парке.

## Население
| 2010 |
| ---- |
| 532  |

## Достопримечательности
- Памятник воинам, погибшим в годы Великой Отечественной войны и братская могила. Памятник односельчанам и воинам, погибшим в годы Великой Отечественной войны, установлен в центре хутора Маяк. Архитектор памятника — Заливадлов В. И.

Около памятника расположена братская могила воинов, погибших при освобождении населенного пункта Маяк в 1942—1943 годах. В могиле похоронено 28 курсантов военного училища, погибших в бою 29 июля 1942 года. Фамилии 27 бойцов неизвестны. В 2000 году был установлено имя и фамилия одного из погибших, Косарева Василия Гавриловича, уроженца Брянской области.
В 1961 году на братской могиле установили памятник, представляющий собой скульптуру скорбящего солдата.
В 1995 году была проведена реконструкция памятника. Справа от памятника установили четыре вертикальные стелы, выполненные из итальянского кирпича. Стелы облицованы серой плиткой. На стелах написаны имена односельчан, погибших в годы войны.
В 2010 году была восстановлена скульптура солдата и сделана надпись: «Вечная память неизвестным воинам Советской Армии, погибшим за Родину».